# Mieczysław Wyględowski
Mieczysław Wyględowski (ur. 16 września 1933 w Juliopolu) – polski polityk, lekarz chirurg, senator II i III kadencji.

## Życiorys
Ukończył Liceum Ogólnokształcące im. Fryderyka Chopina w Sochaczewie, a w 1956 studia na Wydziale Lekarskim Akademii Medycznej w Łodzi. Uzyskał specjalizacje z zakresu chirurgii ogólnej oraz organizacji ochrony zdrowia.
Od 1962 do 1964 pracował jako lekarz pułkowy w Kielcach. Wcześniej, w 1956, rozpoczął pracę w Szpitalu im. Ludwika Rydygiera w Częstochowie. Od 1969 do 1991 zajmował stanowisko dyrektora tej placówki, a w latach 1970–1999 był ordynatorem oddziału chirurgii. W dalszym ciągu aktywny zawodowo, prowadzi prywatną praktykę lekarską.
W latach 1991–1997 sprawował mandat senatora II i III kadencji, wybranego z ramienia Sojuszu Lewicy Demokratycznej w województwie częstochowskim. Był przewodniczącym Komisji Zdrowia. Zasiadał także w sejmiku śląskim I kadencji. W 2004 bez powodzenia kandydował z ramienia SLD do Parlamentu Europejskiego.
Odznaczony m.in. Krzyżem Kawalerskim i Oficerskim (1997) Orderu Odrodzenia Polski.